# پدر سیو
پدر سیو (انگلیسی: Peder Syv; ۲۲ فوریهٔ ۱۶۳۱ – ۱۷ فوریهٔ ۱۷۰۲) کشیش، لغت‌شناس و فولکلوریست اهل دانمارک بود.او برای مجموعه ضرب‌المثل‌ها و خدماتش به توسعه زبان دانمارکی به عنوان زبان نوشتاری شناخته شده‌است.